# 尾聲

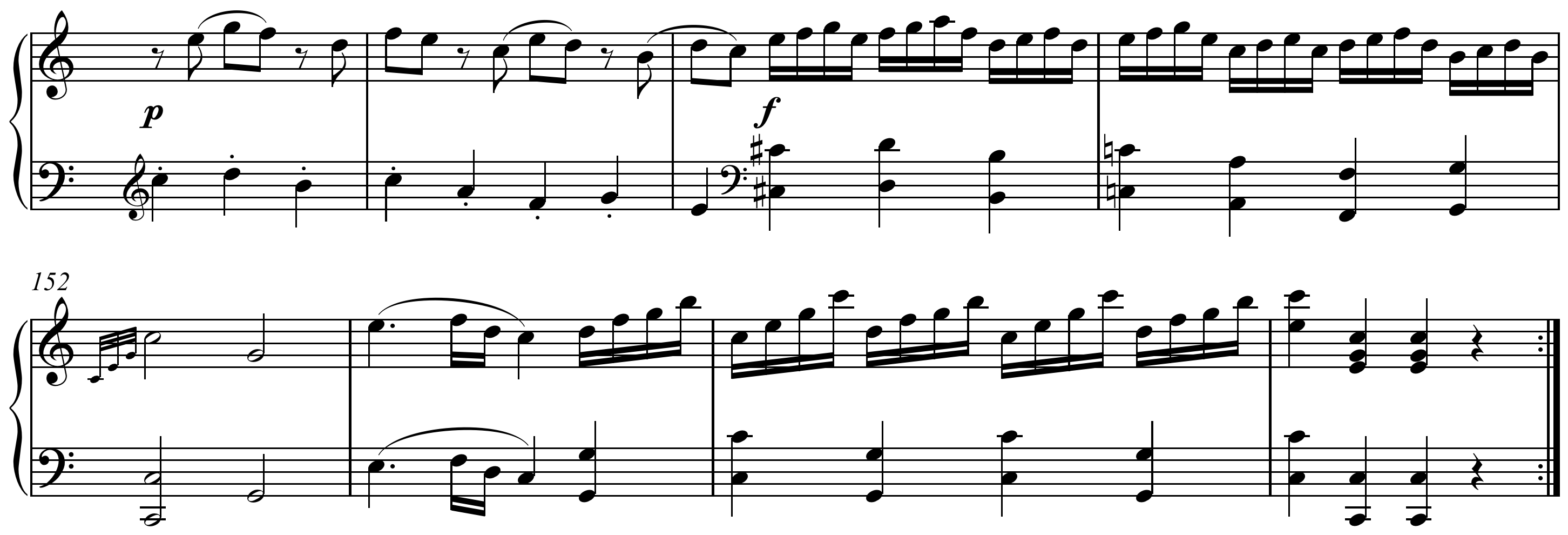
莫札特第7號鋼琴奏鳴曲, K. 309 第一樂章之尾聲

尾聲（Coda）為一音樂術語，用於標明將樂曲完結的樂句。尾聲由數小節至一樂段不等。

## 歷史
此字的拉丁字源（Cauda）指尾巴、邊緣或蹤跡，於12至13世紀康都曲的研究中使用，指文本最後的音節中一個長拖腔，在各詩節中重覆出現。而有此作品有這種拖腔，另外的則沒有，並可以此將康都曲分成兩類。由此可見 Cauda 概念上具有結尾的性質。

## 標記

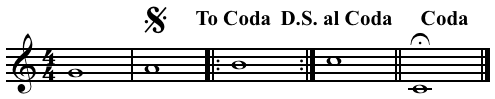
DS al Coda：以 G A B B C A B low-C 順序彈奏 當中"To Coda"可用尾聲符號

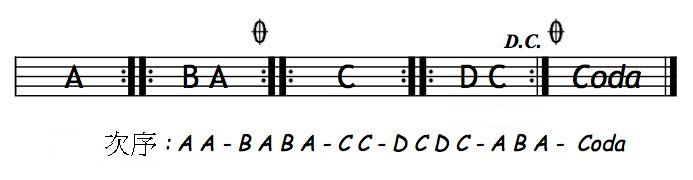
Da Capo al Coda示例

尾聲符號為十字線，其指示為「到尾聲部分去」（Da Capo al Coda）。當最後一次到達該符號時，就自動跳到樂譜最後標記着「Coda」的部分。而此符號較為新穎，不會在莫札特、海頓等人的作品中見到。

## 用途
在古典時期中以奏鳴曲式和變奏曲式寫成的樂曲多有尾聲，這是那些樂曲中的構成元素。如奏鳴曲式中的再現部完結後，該樂章未必會完全結束，這時再現部後的部分就是尾聲。變奏曲中最後一次反覆主題後尾聲將樂曲帶到結尾。後來尾聲具有更多的意義，如貝多芬鋼琴奏鳴曲「華爾斯坦」的尾聲有第二展開部的性質。

### 小尾聲
小尾聲（Codettas）是將一樂段（呈示部、再現部等）完結的樂句，樂曲其後進入下一部分（或呈示部的重覆），它常以完全終止結束以鞏固調性。發展部的小尾聲常為副調，而再現部的常為主調。

### 非古典樂曲
其他類型的音樂，結構上具有尾聲。在搖滾和流行音樂等中這被稱為「Outro」，在爵士樂和理髮師合唱等中被稱為「Tag」。